# Carex deserta
Carex deserta là một loài thực vật có hoa trong họ Cói. Loài này được Merino mô tả khoa học đầu tiên năm 1909.